# Nobody Knows Me
«Nobody Knows Me» (Никто меня не знает) — песня Мадонны с альбома «American Life», выпущенная 15 октября 2003 года в США промосинглом.

## О песне
«Nobody Knows Me» является одной из самых экспериментальных танцевальных песен с альбома «American Life».
В США сингл распространялся исключительно по клубам, однако в России ремикс Mount Sims Old School Mix транслировался также по радио. На клубном выпуске сингла присутствуют ремиксы от Above & Beyond, Mount Sims и Питера Рауховера.
«Nobody Knows Me» как B-side была включена в 2003 году на макси-сингл «Nothing Fails» и на европейское издание сингла «Love Profusion».

### Также
- Известно, что «Nobody Knows Me» является одной из любимых композиций того времени. Это отчасти послужило тому, что во время турне «Re-Invention World Tour» композиция исполнялась второй (после «Vogue»).
- По слухам, Мадонна хотела назвать своё турне 2004 года «Nobody Knows Me».
- Название песни используется в заголовке книги, представляющей собой ретроспективу карьеры певицы и выпущенной в конце 2003 года.

### Включена на
- «American Life»
- «Remixed & Revisited»

## Официальные версии
- Mount Sims Old School Mix
- Mount Sims Italo Kiss Mix
- Peter Rauhofer’s Private Life Mix Part 1
- Peter Rauhofer’s Private Life Mix Part 2 (Не выпущен)
- Above & Beyond 12"

## Позиция в чартах
| Год  | Сингл           | Чарт                                | Позиция |
| ---- | --------------- | ----------------------------------- | ------- |
| 2003 | Nobody Knows Me | Billboard Hot Dance Music/Club Play | 4       |
| 2003 | Nobody Knows Me | ARIA Club Top 50 — Australia        | 49      |